# TV-året 1982

## Händelser

### Februari
- 27 februari - Melodifestivalen vinns av låten Dag efter dag med Chips.

### Mars
- 25 mars - Sveriges riksdag säger nej till att frågan om reklam i svensk radio och TV skall tas upp i massmediakommitténs arbete åtminstone fram till 1986, då svenska statens avtal med SVT löper ut [1].

### April
- 24 april - Eurovision Song Contest vinns av Nicole från Västtyskland med låten Ein bisschen Frieden.

### Maj
- 3 maj - Aktuellts 18-sändning flyttas till klockan 19.00.

### Juni
- 10 juni - I sista avsnittet för säsongen av Dallas blir elake J.R. skjuten av en okänd gärningsman.
- 26 juni - Lars Orup tar avsked som nyhetsuppläsrare i SVT 1.[2]

### Augusti
- Augusti-september - Partiledarintervjuerna inför riksdagsvalet i Sverige görs av Gunvor Hildén, Gunnar Fagerström, Christer Petersson och Göran Rosenberg

### Oktober
- 1 oktober – Väderrapporterna i SVT flyttar tillbaka till Stockholm, och Rapport anställer egen meteorolog [3].
- 29 oktober - Hans Nordin, ordförande för Folketshusföreningarnas riksorganisation, klagar över att TV-underhållningen på fredagar och lördagar i Sverige är så bra att folk stannar hemma istället för att besöka biografer, dansrestauranger och konserter [4]

### November
- 1 november - Kymriskspråkiga S4C startas i Storbritannien.
- 6 november - Åke Wihlney presenterar tredimensionella TV-sändningar och i november visar SVT 3D-filmer som Miss Sadie Thompson och Skräcken från svarta lagunen.

### December
- 8 december - Sveriges Televisions chef Sam Nilsson beslutar att Rapport ska få en ny sändningstid, 19:00. Flytten genomförs i augusti 1983.

## TV-program

### S4C
- 1 november - Första avsnittet av brittiska animerade TV-serien Super-Ted visas.

### Sveriges Television
- 2 januari - Brittiska miniserien Peter Pans hemlighet (The Lost Boys)
- 3 januari - Operan Figaros bröllop med Per-Arne Wahlgren, Sylvia Lindenstrand med flera.
- 5 januari - Amerikanska miniserien Jim Jones, förförare (Guyana Tragedy: The Story of Jim Jones)
- 5 januari - Tecknade Landet Narnia (The Lion, The Witch and the Wardrobe), repris från 1980
- 5 januari - Miniserien Ringlek med Lena Nyman, Micha Gabay, Jan Malmsjö med flera.
- 7 januari - Ny omgång av brittiska Hem till gården (Emmerdale Farm)
- 8 januari - Lustspelet Sten Stensson Steen går igen med Nils Poppe med flera.
- 10 januari - Ny omgång av amerikanska komediserien Mork och Mindy (Mork & Mindy)
- 15 januari - Thrillerserien Skulden med Gösta Ekman, Lena-Maria Gårdenäs-Lawton, Lottie Ejebrant, Thomas Hellberg, Tintin Anderzon med flera.
- 15 januari - Brittiska komediserien Pythons parodier (Ripping Yarns) med Michael Palin
- 16 januari - Vid finalkvällen för SVT:s Kvitt eller dubbelt vinner bland andra 12-åriga Per "Dino" Nisby (dinosaurier) och Martin "Bilbo" Norberg (J.R.R. Tolkien).[2]
- 19 januari - Australiska dramaserien Fem svarta höns (A Town Like Alice)
- 21 januari - Kriminalserien Polisen som vägrade svara med Stefan Ljungqvist, Evert Lindkvist, Per Oscarsson, Evabritt Strandberg med flera.
- 22 januari - Amerikanska miniserien Roosevelts sista år (F.D.R.: The Last Year)
- 24 januari - TV-pjäsen Kättaren med Halvar Björk, Ulf Brunnberg, Per Oscarsson med flera.
- 25 januari - Caféprogrammet Östnöje från Norrköping med Bengt Nordlund.
- 25 januari - Ny omgång av Måndagsbörsen med Staffan Schmidt och Susanne Olsson
- 29 januari - Repris från 1976 av Raskens med Sven Wollter, Gurie Nordwall, Carl-Ivar Nilsson med flera.
- 3 februari - Underhållningsserien Privatliv med Birgitta Andersson, Ulf Brunnberg, Stefan Ekman, Grynet Molvig, Per Oscarsson med flera.
- 3 februari - Frågesporten Sverige och svenskarna med Lars-Gunnar Björklund
- 5 februari - Underhållningsserien Ordbrukarna med Staffan Ling, Bengt Andersson, Bert-Åke Varg med flera.
- 7 februari - TV-filmen Nattvägen med Anita Wall, Kent Andersson, Stig Ossian Ericson, Bertil Norström med flera.
- 9 februari - Ny omgång av Gäst hos Hagge med bl.a. Lill-Babs och Anita Ekberg
- 12 februari - Från Beppes ateljé med Beppe Wolgers
- 12 februari - Ny omgång av Nygammalt med Bosse Larsson
- 13 februari - Ny omgång av Här är ditt liv med Lasse Holmqvist
- 17 februari - Monologen Ett telefonsamtal med Maria Hedborg
- 18 februari - Repris av avsnitt 7-12 av Hedebyborna från 1980
- 19 februari - Australiska serien De tres hemlighet (Cornflakes for Tea)
- 19 februari - Musikalen Sugar med Lill Lindfors, Magnus Härenstam, Brasse Brännström, Stig Grybe med flera.
- 22 februari - Caféprogrammet Mitt i middan från Sundsvall med Gunnar Arvidsson
- 23 februari - Repris från 1971 av Broster, Broster! med Claire Wikholm, Carl-Gustaf Lindstedt med flera.
- 24 februari - TV-pjäsen De unga örnarna, regi Kjell Sundvall, med Kent Andersson, Ingvar Hirdwall, Lennart Hjulström, Niels Dybeck med flera.
- 28 februari - TV-pjäsen Profeten i Pajala med Eddie Axberg, Elmer Green, Tommy Johnson
- 3 mars - TV-pjäsen Till Fedra med Margaretha Krook, Kjell Bergqvist, Suzanne Reuter med flera.
- 4 mars - Allsång med Kjell Lönnå med Kjell Lönnå
- 5 mars - Amerikanska TV-filmen Pokerkväll (Thursday's Game) med Gene Wilder
- 9 mars - Italienska miniserien Ludwig (Ludwig)
- 9 mars - Brittiska serien Far och son fast tvärtom (Vice Versa)
- 9 mars - Ny omgång av brittiska Onedinlinjen (Onedin Line)
- 10 mars - TV-pjäsen Bänken med Weiron Holmberg, Roland Jansson, Sten Ljunggren med flera.
- 12 mars - Direktsända Galaparty på China med Bosse Parnevik och gäster
- 15 mars - Caféprogrammet Kaffe klockan sex från Karlstad med Bengt Alsterlind
- 17 mars - TV-pjäsen Pelikanen med Irma Christenson, Lars Green, Ingvar Hirdwall, Ernst Günther, Margreth Weivers med flera.
- 24 mars - TV-pjäsen Sanning och konsekvens med Anita Ekström, Thomas Hellberg
- 26 mars - Ny omgång av Party hos Parnevik med Bosse Parnevik och gäster
- 28 mars - TV-filmen Skål och välkommen med Nils Brandt, Kim Anderzon, Jan Bergquist, Tomas Bolme med flera.
- 31 mars - Underhållningsserien Oss skojare emellan med Ingvar Oldsberg
- 31 mars - TV-pjäsen Anna med Margaretha Byström
- 1 april - Ny omgång av dramaserien Hedebyborna med Allan Svensson, Anders Nyström, Helena Brodin, Jan Malmsjö, Marika Lindström med flera.
- 1 april - Ny omgång av Betygsjakten (Paperchase)
- 4 april - TV-filmen Samtidigt en fredag med Michael Segerström, Bertil Norström, Per Eggers med flera.
- 9 april - Ny omgång av frågesporten Vi i femman
- 10 april - Dokumentärserien Kosmos med Carl Sagan om rymden
- 11 april - TV-pjäsen Det brinner i källaren med Jessica Zandén, Per Waldvik, Gösta Engström med flera.
- 11 april - Hagges revy 1981-82 med Hagge Geigert, Stefan Ljungqvist, Stig Grybe, Laila Westersund med flera.
- 13 april - Premiär för Spanarna på Hill Street (Hill Street Blues)
- 14 april - TV-pjäsen Soluppgång i Riga med Margaretha Krook, Jan-Olof Strandberg
- 16 april - Ny omgång av Tekniskt magasin med Erik Bergsten
- 18 april - TV-pjäsen Amédée med Ingvar Kjellson, Irma Christenson, Pia Green med flera.
- 21 april - TV-pjäsen Barnet med Maud Hansson, Isa Quensel, Irma Christenson med flera.
- 23 april - Brottserien Dubbelsvindlarna med Björn Gustafson, Lasse Strömstedt, Helena Brodin, Birgitta Valberg med flera.
- 28 april - TV-pjäsen Studenten, regi Kjell Grede, med Jan Modin, Sissela Kyle, Jessica Zandén, Jan-Olof Strandberg, Inga Gill med flera.
- 30 april - Dokumentärfilmen Amaltheamannen av Maj Wechselmann
- 1 maj - Underhållningsserien Sköna maj med Peter Flack och Ewa Roos samt gäster
- 2 maj - Sista avsnittet av amerikanska komediserien Lödder sänds.
- 6 maj - Serien Cabaret Kenneth Ahl med Bodil Mårtensson, Anders Lönnbro, Sven Wollter med flera.
- 14 maj - Amerikanska TV-filmen Det besvärliga spöket (The Ghost of Thomas Kempe)
- 20 maj - Barnfilmen Det stora barnkalaset med Johannes Brost, Mona Seilitz, Jörgen Lantz med flera.
- 21 maj - Ny omgång av Två och en flygel med Berndt Egerbladh
- 25 maj - TV-filmen Ett värdigt avfirande (Quincas Berro d'Agua)
- 4 juni - Dramadokumentären Här vilar inte Enoch Een med Jesper Klein, Stellan Sundahl, Ted Åström med flera.
- 4 juni - Italienska kriminalserien Varningen (L'avvertimento)
- 5 juni - Franska miniserien Molière (Molière, ou la vie d'un honnête homme)
- 7 juni - Fransk-italienska miniserien Orientexpressen (Orient-Express)
- 8 juni - Amerikanska äventyrskomediserien Titta han flyger (The Greatest American Hero)
- 15 juni - Amerikanska filmen Underworld USA, totalförbjuden av Biografbyrån 1961
- 16 juni - Brittiska miniserien Lord Nelson (I Remember Nelson)
- 18 juni - TV-pjäsen Som ni behagar med Suzanne Reuter, Krister Henriksson, Tomas Pontén, Örjan Ramberg, Lena Olin, Peter Harryson med flera.
- 19 juni - Amerikanska deckarserien Magnum (Magnum P.I.) med Tom Selleck
- 19 juni - Brittiska TV-filmen Vart hjärta har sin saga (Secret Orchards)
- 20 juni - Amerikanska komediserien Gammal är äldst (One of the Boys) med Mickey Rooney
- 25 juni - Midsommarfirande från Borlänge med Åke Strömmer
- 26 juni - Brittiska TV-filmen Du är grädden i mitt kaffe (Cream in My Coffee)
- 26 juni - Amerikanska miniserien Ike, fältherren (Ike)
- 30 juni - Amerikanska TV-filmen Mark, min älskade son (Mark I Love You), regisserad av Gunnar Hellström
- 2 juli - Franska dramaserien Hittebarn (Sans famille)
- 5 juli - Premiär för amerikanska På första sidan (Lou Grant)
- 7 juli - Amerikanska miniserien Knark och korruption (A Question of Honor)
- 9 juli - Premiär för brittiska komediserien Javisst, herr minister (Yes, Minister)
- 9 juli - Premiär för brittiska komediserien Inte aktuellt (Not the Nine O'Clock News)
- 13 juli - Ny omgång av brittiska komediserien Ombytta roller (To the Manor Born)
- 13 juli - Ny omgång av brittiska krigsserien Hemliga armén (Secret Army)
- 17 juli - Ny omgång av amerikanska Hulken (The Incredible Hulk)
- 17 juli - Underhållningsserien Waxholm Ettan med Bengt Bedrup och gäster
- 18 juli - Brittiska komediserien Ett gott skratt Only When I Laugh)
- 20 juli - Franska miniserien Mannen med masken (L'étrange monsieur Duvallier)
- 20 juli - Amerikanska TV-filmen Min man våldtog mig (Rape and Marriage: The Rideout Case)
- 23 juli - Franska dramaserien Nattjour (Médecins de nuit)
- 1 augusti - Italienska miniserien Förbjuden dagbok (Quaderno proibito)
- 8 augusti - Amerikanska TV-filmen Bombplan på hemligt uppdrag (Enola Gay: The Men, The Mission, The Atomic Bomb)
- 12 augusti - Spanska dramaserien Fortunata och Jacinta (Fortunata y Jacinta)
- 17 augusti - Amerikanska TV-filmen Experiment G (Tomorrow's Child)
- 23 augusti - Ny omgång av amerikanska Dallas
- 31 augusti - Komediserien Zombie av Lars Molin med Anders Nyström, Sissela Kyle, Jarl Borssén, Margreth Weivers med flera.
- 2 september - Repris från 1979 av amerikanska dramaserien Förintelsen (Holocaust)
- 3 september - Ny omgång av Nygammalt med Bosse Larsson
- 4 september - Ungdomsserien Time Out! med Peter Malmsjö, Helena Bergström, Benny Haag med flera.
- 5 september - Premiär för tv-serien Fame
- 6 september - Brittiska serien Blanda och ge (The Waterfall)
- 7 september - Brittiska dramaserien Diamanter (Diamonds)
- 8 september - Premiär för Gäster med gester med Lennart Swahn
- 11 september - Amerikanska komediserien Stolliga hotellet (No Soap, Radio)
- 13 september - TV-pjäsen Pappa är död med Kjell Bergqvist, Signe Hasso, Birger Malmsten, Lena Olin med flera.
- 18 september - Showen Vad i all sin dar är det damer har i sin handväska? med Lill Lindfors
- 19 september - Religiösa magasinet Mellan himmel och jord med Siewert Öholm
- 20 september - TV-pjäsen Två på gungbrädet med Lena Nyman, Tomas Pontén med flera.
- 21 september - Komediserien Om kärlek är... av Yngve Gamlin med Rune Turesson, Barbro Oborg med flera.
- 22 september - Franska dramaserien Gauguin om målaren Paul Gauguin
- 22 september - Brittiska kriminalserien Blodspengar (Blood Money)
- 24 september - Brittiska dramaserien En förlorad värld (Brideshead Revisited) med Jeremy Irons
- 27 september - Ny omgång av Caféprogrammet Kafé 18 med Agneta Bolme
- 27 september - TV-pjäsen ``Smustiga fingrar`` med Christian Zell, Frej Lindqvist, Anna Godenius med flera.
- 28 september - Premiär för musikprogrammet Zorro med Leonard Eek och Susanne Pettersson som programledare.
- 29 september - Brittiska serien Jangles (Jangles)
- 30 september - Ny omgång av Hem till gården (Emmerdale Farm)
- 2 oktober - Ny omgång av Barnjournalen med Bengt Fahlström
- 2 oktober - Ny omgång av Fönster mot TV-världen med Åke Wihlney
- 3 oktober - Ny omgång av Visst nappar det med Bengt Öste och Larz-Thure Ljungdahl
- 4 oktober - TV-pjäsen Kamraterna med Lars Lind, Yvonne Lombard, Lena Söderblom, Pia Green, Michael Nyqvist
- 4 oktober - Premiär för underhållningsprogrammet Casablanca, som skulle ersätta Måndagsbörsen, med Janne Nilsson och Helene Benno som programledare.
- 7 oktober - Premiär för samhällsmagasinet Kanal 3 med Lars Ragnar Forsberg som projekt- och programledare.
- 8 oktober - Amerikanska polisserien Starsky och Hutch (Starsky and Hutch)
- 8 oktober - Premiär för Nöjesmaskinen med Sven Melander och Stina Lundberg
- 10 oktober - Frågeprogram för unga, På direkten, med Rolf Knutsson
- 11 oktober - Underhållningsserien Vi ses på Bråddvaj med Maria Lundqvist, Laila Westersund, Lars Halldin, Suzanne Schultz med flera.
- 16 oktober - Brittiska underhållningen Plats för skratt (Peter Cook & Company) med Rowan Atkinson, John Cleese med flera.
- 16 oktober - Brittiska TV-pjäsen Hur många mil till Bagdad? (How Many Miles to Babylon?)
- 16 oktober - Revyn Glädjens gröna druvor med Lasse Pöysti, Philip Zandén, Jessica Zandén, Ingvar Kjellson med flera.
- 17 oktober - Ny omgång av Tekniskt magasin med Erik Bergsten
- 22 oktober - Musikalen Jakten på den magiska knappen med Liv Alsterlund, Dan Ekborg, Mona Malm, Tommy Johnson med flera.
- 23 oktober - Fredsfesten från Södra Latin i Stockholm med Bibi Andersson, Krister Henriksson, Lars Green, Carl-Ivar Nilsson, Pia Green, Tomas Pontén med flera.
- 23 oktober - Barnserien Dörren med Per Dunsö och Ola Ström
- 25 oktober - Ny omgång av amerikanska komediserien Taxi
- 27 september - Repris av brittiska dramaserien Herrskap och tjänstefolk (Upstairs Downstairs)
- 29 oktober - Ny omgång av Trafikmagasinet
- 29 oktober - Eva Rydberg Show med Eva Rydberg och Ewa Roos inspelad på Hamburger Börs våren 1982
- 30 oktober - Underhållningsserien Lördagsöppet med Fredrik Belfrage och gäster
- 31 oktober - Ny omgång av underhållningsserien Sånt är livet med Inger Säfwenberg, Åke Wilhelmsson och Henrik S. Järrel
- 3 november - TV-pjäsen Sova räv med Niels Jensen, Börje Ahlstedt, Christina Schollin, Mona Malm, Ernst Günther med flera.
- 4 november - Ny omgång av Träna med TV med Bengt Bedrup och Bengt Nordlund
- 5 november - Ny omgång av Gäst hos Hagge med gäster som Alice Babs och Jörn Donner
- 7 november - Ny omgång av Fleksnes fataliteter med Rolv Wesenlund
- 17 november - Repris från 1971? av Här kommer Lucy (The Lucy Show) med Lucille Ball
- 20 november - Underhållningsserien Svenssons lördag med Lill-Babs, Ulf Brunnberg, Inga Gill samt gäster
- 22 november - TV-filmen Oldsmobile av Kjell Sundvall med Sif Ruud, Kent Andersson, Lena Söderblom, Åsa Bjerkerot, Mats Bergman med flera.
- 26 november - Dokumentärserien Sagan om livet.[2]
- 27 november - Brasilianska kriminalserien Kontaktpunkt Manaus (Plantão de polícia)
- 29 november - TV-pjäsen Major Barbara med Barbro Christenson, Jan-Olof Strandberg, Irma Christenson, Pontus Gustafson, Carl-Ivar Nilsson, Johannes Brost med flera.
- 30 november - Brittiska serien Flygande planer (Buccaneer)
- 1 december - Årets julkalender är Albert och Herberts julmed Sten-Åke Cederhök och Tomas von Brömssen. [5]
- 1 december - TV-pjäsen Fångarna i Altona med Bibi Andersson, Lena Nyman, Krister Henriksson, Tomas Pontén, Ulf Brunnberg med flera.
- 3 december - Underhållningsserien Scenen är din med bl.a. Anders Berglund som programledare
- 6 december - TV-pjäsen Flickan som inte kunde säga nej av Carin Mannheimer med Gunilla Nyroos, Tomas von Brömssen, Gerd Hegnell med flera.
- 6 december - Caféprogrammet Kafé Lugnet från Falun med Lars Ramsten
- 7 december - Premiär för amerikanska såpan Maktkamp på Falcon Crest (Falcon Crest)
- 8 december - Underhållningsserien Är Hallberg hemma? med Jonas Hallberg samt gäster
- 11 december - Sju avsnitt av Saturday Night Live från 1970-talet
- 20 december - Svenska serien Flygande service med Kent Andersson, Anders Nyström, Alf Nilsson, Sten Ljunggren med flera.
- 20 december - Premiär för Solsta Café från Karlstad med Bengt Alsterlind
- 24 december - Jullovsserien Trazan Apansson med Lasse Åberg och Klas Möllberg, repris från 1980
- 25 december - Snögubben visas för första gången i svensk TV
- 26 december - TV-pjäsen Marknadsafton med Jan-Olof Strandberg, Mona Malm, Lena Söderblom, Tommy Johnson med flera.
- 26 december - TV-filmen Ett hjärta av guld med Liv Alsterlund, Viveka Seldahl, Krister Henriksson med flera.
- 26 december - Ny omgång av Häpnadsväktarna med Birgitta Andersson, Anita Björk, Frej Lindqvist, Sven Melander, Suzanne Reuter, Pernilla August med flera.
- 26 december - Brittiska miniserien Nicholas Nickleby (The Life and Adventures of Nicholas Nickleby)
- 26 december - Showen Minspiration med Povel Ramel, Birgitta Andersson, Grynet Molvig med flera.
- 26 december - Spanska tecknade serien Don Quixote med svenska röster från Ingvar Kjellson, Jan Blomberg, Börje Ahlstedt, Björn Gustafson, Bert-Åke Varg
- 26 december - Repris från 1981 av tecknade Trolltyg i tomteskogen
- 27 december - Ny omgång av Sant och sånt med Staffan Ling och Bengt Andersson
- 31 december - Premiär för brittiska TV-filmen Ivanhoe med James Mason, Sam Neill med flera.

## Avlidna
- 12 juli – Kenneth More, 67, brittisk skådespelare (Forsytesagan).

### Fotnoter
1. ↑  Horisont 1982, Bertmarks förlag, sidan 86 - TV-reklam fick nej i riksdagen
2. 1 2 3   Horisont 1982. Bertmarks
3. ↑  John Pohlmans blogg 21 november 2010 - TV-väder historik del 9 Arkiverad 15 december 2010 hämtat från the Wayback Machine.
4. ↑  Aftonbladet 29 oktober 1982
5. ↑  ”Jultradition”. Arkiverad från originalet den 25 april 2012. https://web.archive.org/web/20120425112719/http://www.jultradition.se/tv.htm. Läst 26 mars 2011.